# Jurij di Mosca
Jurij Danilovič (in russo Юрий Данилович?; 1281 – Saraj, 21 novembre 1325) principe di Mosca (dal 1303) e Gran Principe di Vladimir (dal 1317).
Primogenito di Daniil, accrebbe il territorio della Moscovia con varie acquisizioni tra cui la città di Možaisk. Combatté contro il principe di Tver', Michail Jaroslavič per il titolo di gran principe di Vladimir a partire dal 1304. In questa lotta ricevette l'appoggio del Metropolita Pietro. Nel 1314 strinse alleanza con la Repubblica di Novgorod contro Tver'. Per assicurarsi l'appoggio del khan dell'Orda d'Oro Jurij trascorse due anni presso i mongoli e sposò Končaka, sorella del Khan. Nel 1317 ritornò a Mosca accompagnato da un esercito di mongoli guidato da Kavdygai e attaccò Tver'. Ciò nonostante venne sconfitto ed il fratello Boris e sua moglie vennero presi prigionieri. Jurij si rifugiò prima a Novgorod poi nuovamente presso l'Orda dove persuase il Khan a far uccidere il suo rivale (ucciso nel 1318).
Nel 1322 Jurij guidò l'esercito di Novgorod contro gli svedesi e l'anno seguente firmò il trattato di Oreshek.
Tornato presso l'Orda venne ucciso, nel 1325, da Demetrio di Tver' figlio di Michail Jaroslavič.

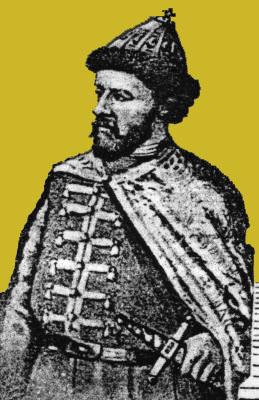
Jurij Danilovič

## Ascendenza
|                              |                   |                           | Genitori                     |  |  | Nonni |  |  | Bisnonni                 |  |  | Trisnonni             |  |
|                              |                   |                           |                              |  |  |       |  |  | Jaroslav II Vsevolodovič |  |  | Vsevolod III Jur'evič |  |
|                              |                   |                           |                              |  |  |       |  |  | Jaroslav II Vsevolodovič |  |  | Vsevolod III Jur'evič |  |
|                              |                   | Maria Švarnovna           |                              |  |  |       |  |  | Jaroslav II Vsevolodovič |  |  |                       |  |
| Aleksandr Jaroslavič Nevskij |                   |                           |                              |  |  |       |  |  | Jaroslav II Vsevolodovič |  |  |                       |  |
|                              |                   | Teodosia Mstislavna       | Mstislav Mstislavič l'Audace |  |  |       |  |  |                          |  |  |                       |  |
|                              |                   | Teodosia Mstislavna       | Mstislav Mstislavič l'Audace |  |  |       |  |  |                          |  |  |                       |  |
|                              |                   | Teodosia Mstislavna       | Maria, figlia di Köten       |  |  |       |  |  |                          |  |  |                       |  |
| Daniil Aleksandrovič         |                   | Teodosia Mstislavna       |                              |  |  |       |  |  |                          |  |  |                       |  |
|                              |                   | Brjačislav II Vasil'kovič | Vasil'ko II Brjačislavič     |  |  |       |  |  |                          |  |  |                       |  |
|                              |                   | Brjačislav II Vasil'kovič | Vasil'ko II Brjačislavič     |  |  |       |  |  |                          |  |  |                       |  |
|                              |                   | Brjačislav II Vasil'kovič | figlia di Davide Rostislavič |  |  |       |  |  |                          |  |  |                       |  |
| Aleksandra Brjačislavna      |                   | Brjačislav II Vasil'kovič |                              |  |  |       |  |  |                          |  |  |                       |  |
|                              |                   | …                         | …                            |  |  |       |  |  |                          |  |  |                       |  |
|                              |                   | …                         | …                            |  |  |       |  |  |                          |  |  |                       |  |
|                              |                   | …                         | …                            |  |  |       |  |  |                          |  |  |                       |  |
| Jurij Danilovič              |                   | …                         |                              |  |  |       |  |  |                          |  |  |                       |  |
|                              | Danilo di Galizia | Romano Mstislavič         |                              |  |  |       |  |  |                          |  |  |                       |  |
|                              | Danilo di Galizia | Romano Mstislavič         |                              |  |  |       |  |  |                          |  |  |                       |  |
|                              | Danilo di Galizia | Anna o Maria              |                              |  |  |       |  |  |                          |  |  |                       |  |
| Leone I di Galizia           | Danilo di Galizia |                           |                              |  |  |       |  |  |                          |  |  |                       |  |
|                              |                   | Anna Mstislavna           | Mstislav Mstislavič l'Audace |  |  |       |  |  |                          |  |  |                       |  |
|                              |                   | Anna Mstislavna           | Mstislav Mstislavič l'Audace |  |  |       |  |  |                          |  |  |                       |  |
|                              |                   | Anna Mstislavna           | Maria, figlia di Köten       |  |  |       |  |  |                          |  |  |                       |  |
| Agrippina L'vovna            |                   | Anna Mstislavna           |                              |  |  |       |  |  |                          |  |  |                       |  |
|                              |                   | Béla IV d'Ungheria        | Andrea II d'Ungheria         |  |  |       |  |  |                          |  |  |                       |  |
|                              |                   | Béla IV d'Ungheria        | Andrea II d'Ungheria         |  |  |       |  |  |                          |  |  |                       |  |
|                              |                   | Béla IV d'Ungheria        | Gertrude di Merania          |  |  |       |  |  |                          |  |  |                       |  |
| Costanza d'Ungheria          |                   | Béla IV d'Ungheria        |                              |  |  |       |  |  |                          |  |  |                       |  |
|                              |                   | Maria Lascaris di Nicea   | Teodoro I Lascaris           |  |  |       |  |  |                          |  |  |                       |  |
|                              |                   | Maria Lascaris di Nicea   | Teodoro I Lascaris           |  |  |       |  |  |                          |  |  |                       |  |
|                              |                   | Maria Lascaris di Nicea   | Anna Comnena Angelina        |  |  |       |  |  |                          |  |  |                       |  |
|                              |                   | Maria Lascaris di Nicea   |                              |  |  |       |  |  |                          |  |  |                       |  |